# Arthur Knight (critique de cinéma)
Pour les articles homonymes, voir Arthur Knight.
Arthur Knight (1916-1991) est un critique de cinéma américain, historien du cinéma, enseignant et animateur de télévision.

## Biographie
Il est diplômé du City College de New York en 1940 et devient conservateur adjoint du cinéma au Museum of Modern Art. Il a servi dans l'armée de 1941 à 1945, devenant premier lieutenant.[réf. souhaitée]

### Professeur de cinéma
Il a enseigné à:
- Académie de musique de Brooklyn
- City College de New York Institut des techniques cinématographiques
- Nouvelle école de recherche sociale
- Collège Hunter
- Université de Colombie
- UCLA
- Université de Californie du Sud
- École australienne de télévision et de radio cinématographique

Ses anciens étudiants à l'USC incluent George Lucas, Robert Zemeckis, John Carpenter et Randal Kleiser. Parmi ses anciens étudiants en histoire du cinéma au City College of New York Institute of Film Techniques figurent Donald Swerdlow (aujourd'hui Don Canaan), journaliste et monteur primé, le producteur Michael Hertzberg, Alex Hapsas, et le scénariste David Saperstein (Cocoon).[réf. souhaitée]
Mehdi Tehrani, professeur d'études cinématographiques au campus des beaux-arts de l'Université de Téhéran et critique de cinéma, fut l'un de ses derniers étudiants en 1990.

### Critique de cinéma
Il a critiqué des films pour de nombreuses publications, principalement:
- La revue du samedi (1949-1973)
- Le journaliste hollywoodien (1973-1986)

Il a écrit, produit et animé la série télévisée par câble de 1985 Sex in Cinema pour la chaîne Playboy. Il a également été l'animateur de la série radiophonique souscrite Knight at the Movies . En 1974, il est membre du jury du 24e Festival international du film de Berlin.

## Vie privée
Sa première épouse était la costumière Mary Ann Nyberg, décédée en 1979.[réf. souhaitée]